# Библ
Библ (Би́блос, др.-греч. Βύβλος), также известный под древнееврейским и финикийским названием Гевал (Гебал, Гебад, др.-евр. גְּבַל‬, финик. 𐤂𐤁𐤋, аккад. Губл 𒁺𒆷) — древний город в Ливане, порт на берегу Средиземного моря, современный Джубейль, в 32 км к северу от Бейрута.
Считается, что он был впервые заселен между 8800 и 7000 годами до н. э., и постоянно заселен с 5000 года до н. э. За свою историю Библ был частью многочисленных культур, включая египетскую, финикийскую, ассирийскую, персидскую, эллинистическую, римскую, генуэзскую, мамлюкскую и османскую. Являлся одним из крупнейших портов древности, через который, в частности, в Грецию, экспортировался папирус, также известный в Древней Греции под названием библос (греч. βύβλος) и обязанный городу Библ своим названием. Объект Всемирного наследия ЮНЕСКО.

## История
Город известен с 4 тыс. до н. э. Он был расположен на хорошо защищённом холме у моря, где имелись две бухты, пригодные для гаваней, вокруг располагалась довольно плодородная долина, а позади города — горы, покрытые густым лесом. Этот холм был заселён со времени раннего неолита. Но ко времени появления финикийцев население по каким-то причинам это место покинуло, так что пришельцам не пришлось изгонять отсюда местных жителей. Почти сразу после поселения новые жители окружили его стеной. А несколько позже у источника в центре воздвигли два храма своим важнейшим божествам — Баалат-Гебал и, по-видимому, Решефу. С этого времени можно говорить о подлинном городе.
Мощная стена, укреплённая двумя башнями, охранявшими два входа в город — со стороны суши и со стороны моря, окружала город. От центра, где возле источника располагались два храма, лучами шли улицы, застроенные домами на каменном фундаменте, причём некоторые из них были довольно значительными. Внутри некоторых домов имелись довольно большие помещения, потолки которых поддерживались специальными деревянными колоннами на каменной базе — по семь с каждой продольной стороны и одна в центре помещения. В центре улиц были созданы специальные дренажные канавы, позволяющие содержать город в относительной чистоте. Всё это свидетельствует о сравнительном благосостоянии Библа раннего периода.

### Контакты с Древним Египтом
В первой половине 3 тыс. до н. э. Библ становится важнейшим центром контактов с Египтом. Если до появления в этом месте финикийцев основные внешние контакты поселения осуществлялись с Месопотамией, то главным партнёром финикийского города становится Египет, для которого Библ был основным поставщиком столь ценимого в долине Нила леса.
Самый ранний египетский предмет, найденный в Библе, — каменная ваза с именем последнего царя II династии Хасехемуи (начало XXVIII века до н. э.). С этих пор имена египетских фараонов встречаются в Библе почти непрерывно вплоть до Пиопи II, последнего значительного фараона Древнего царства. В значительной степени это были посвящения, сделанные египетскими владыками в святилище главной богини города Баалат-Гебал, которую уже в 3 тыс. до н. э. египтяне отождествляли со своей Хатхор.
Согласно Плутарху, в Библе нашла Исида тело Осириса. Этот неизвестный из египетских источников эпизод даёт объяснение практике культа Исиды и Осириса в Библе во времена Плутарха и, предположительно, в раннем Новом царстве.
Для путешествий в Библ, и прежде всего вывоза оттуда леса, египтяне строили специальные морские суда, и позже название «библский корабль» распространилось на все подобные корабли независимо от цели их плавания. Значение библской торговли для Египта было столь высоким, что, когда она прервалась, Ипувер среди других тяжелейших бедствий, обрушившихся на Египет, жалуясь, говорит: «Не едут больше люди на север в Библ сегодня. Что нам делать для получения кедров нашим мумиям?».
Из Библа в долину Нила продавали дерево (особенно кедр и кипарис), смолу, возможно также, медь и лазурит. Металлы и лазурит библиты получали от восточных соседей и перепродавали египтянам. От египтян получали папирус, керамические и каменные сосуды, благовония, ювелирные изделия, произведения искусства. Часть полученных вещей отправлялась дальше на восток. Как далеко на восток простирались торговые связи Библа, спорно. Египетские изделия, находимые в Эбле, приходили туда явно через Библ, хотя прямых указаний на связи Эблы с Библом пока не обнаружено. Поэтому вполне возможно, что библиты торговали только непосредственно с восточными соседями в долине Оронта, а уже оттуда египетские товары шли дальше. Через тех же посредников в долине Оронта Библ мог получать лазурит и другие продукты, привозимые из отдалённых восточных стран. Как бы то ни было, в 3 тыс. до н. э. Библ превращается в крупный торговый центр Восточного Средиземноморья.

### Разрушение и новый город

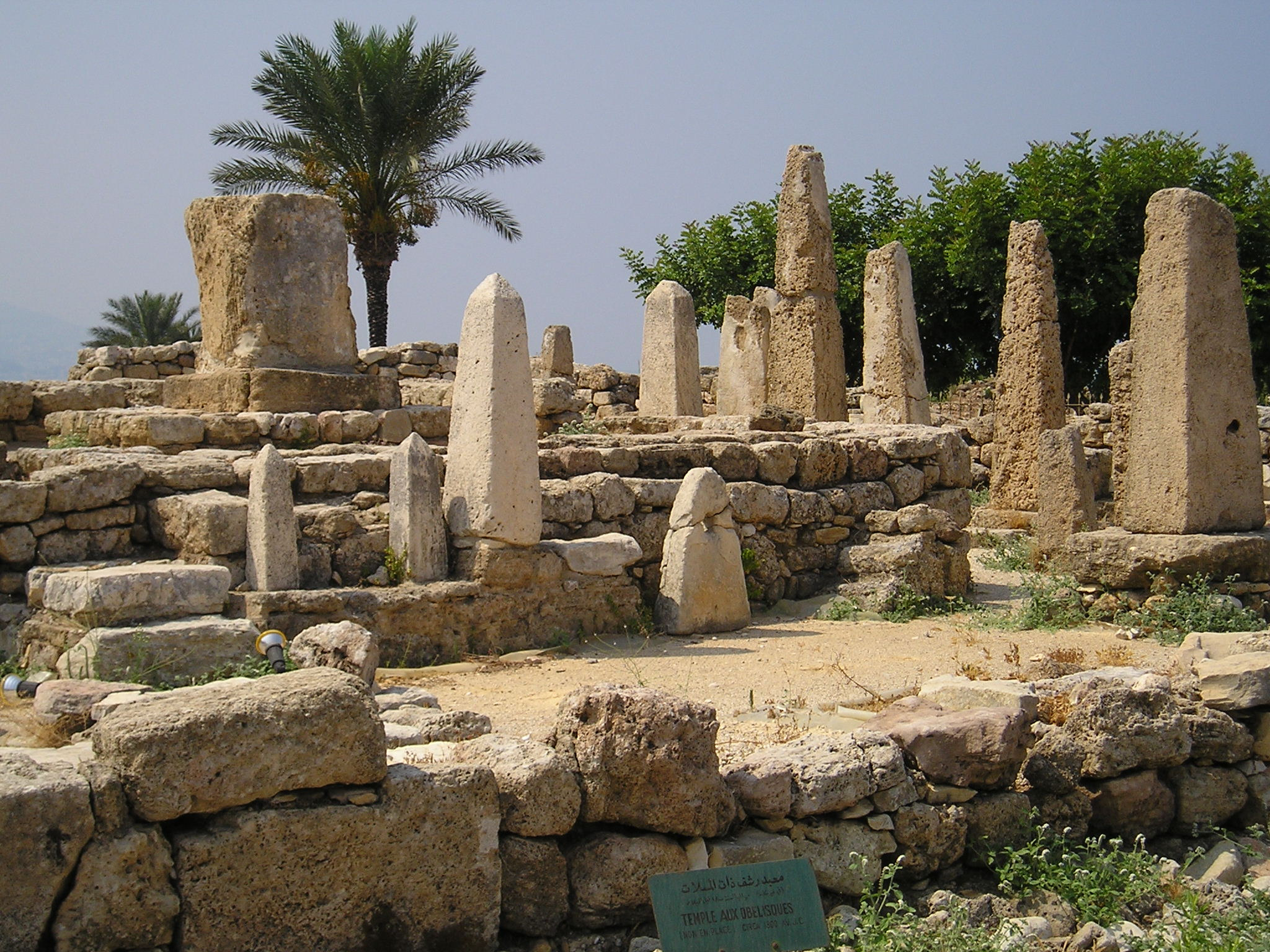
Храм обелисков ок. 1900 год до н. э.

Упадок Египта в конце Древнего царства и во время I переходного периода привёл к разрыву связей между Египтом и Библом. В Библе исчезли следы контактов с долиной Нила. Видимо, это обстоятельство заставило библитов переориентироваться на восток. Теперь можно с уверенностью говорить о контактах Библа непосредственно с Месопотамией. Город упоминается в шумерских документах III династии Ура.
Дело, по-видимому, не ограничивается торговыми связями. Цари III династии Ура, следуя примеру царей Аккада, развернули активную экспансию, стремясь подчинить себе Сирию и средиземноморское побережье, что им в значительной степени удалось. Библский правитель Ибдати носил шумерский титул «энси», и это, видимо, свидетельствует о политическом подчинении Библа царям Ура, по крайней мере Амар-Суэну.
Конец мощному урскому государству положили амореи, которые начали занимать земледельческие районы Сирии и Месопотамии. Не избежал аморейского вторжения и Библ. Раскопки в Библе показывают, что раннегородская эпоха истории этого города заканчивается его страшным разрушением. Пожарный слой покрывает практически всю территорию поселения. В числе прочих зданий погиб и храм «Владычицы Библа».
Скоро здесь возникает новый город (среднегородская ступень). В первое время новый город был, по-видимому, беднее предыдущего. Дома становятся более скромными, однокомнатными. Вероятно, на какое-то время исчезает и городская стена. Но в целом, в отличие от многих других мест Сирии и Палестины, в Библе прослеживается ясная преемственность между культурами предыдущей эпохи (раннего бронзового века, или раннегородской ступени) и более поздней (средний бронзовый век, или среднегородская ступень). Особенно важно восстановление храмов. Хотя они и приняли несколько иной вид, воссозданы они были на прежнем месте, посвящены прежним божествам и выдают ясные следы культурной непрерывности.

### Восстановление торговых связей

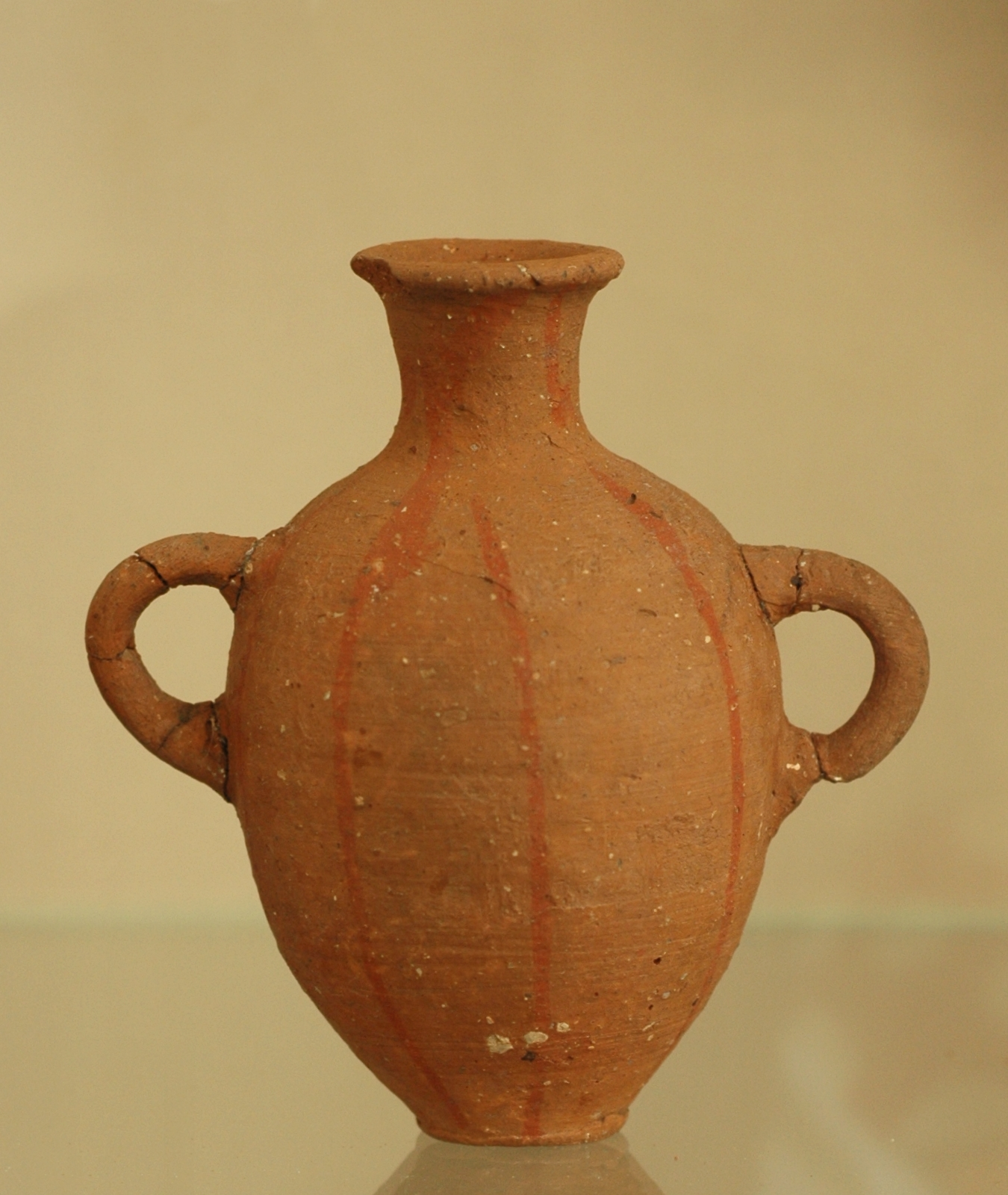
Терракотовый сосуд из Библа (ныне в Лувре) позднего бронзового века (1600—1200 до н. э.)

Ко 2 тыс. до н. э. город вновь становится крупнейшим центром финикийской морской торговли, его связи распространяются до Эгейского моря. В Египет из Библа вывозился лес, а также вино и оливковое масло; из Египта в Библ в большом количестве поступал папирус. О том, насколько сильным было здесь влияние Египта, говорит тот факт, что цари Библа пользовались египетским языком как официальным.
Библ упоминается в древнеегипетском литературном произведении «Сказание Синухе» (Среднее царство).
В XVIII веке до н. э. (начало правления XIII династии в Египте), когда египетское влияние в Восточном Средиземноморье сильно уменьшилось, правители Библа по-прежнему оставались для Египта лишь областными руководителями (номархами), хотя по отношению к другим государствам выступали как цари.
К концу 2 тыс. до н. э. отношения Библа с Египтом фактически становятся равноправными: из египетской повести «Путешествия Уну-Амона», датируемой XI веком до н. э. (XXI династия), известно, как правитель Библа заставил египетского посланника ждать аудиенции в течение 29 дней и затем запросил неумеренно высокую цену за лес, который тот просил продать Египту.
Первые фараоны XXII династии Шешонк I и Осоркон I, по-видимому, ещё некоторое время контролировали Библ, который в этот период являлся крупнейшим центром Северной Финикии. В Библе обнаружены победная стела Шешонка, подобная найденной в Мегиддо, и статуи самого Шешонка и его сына Осоркона, на которых оставили свои надписи библские цари Абибаал и его сын Элибаал. Последнее обстоятельство может свидетельствовать о признании библскими царями верховной власти фараонов. Библ недолго оставался под властью Египта. После Осоркона никаких следов подчинения в городе нет.

### Подчинение захватчикам
В середине VIII века до н. э. в регионе начала доминировать Ассирия, и царь Библа Шипти-баал числится среди правителей Сирии и Финикии, заплативших дань ассирийскому царю Тиглатпаласару III. В 701 году до н. э., во время похода ассирийского царя Синаххериба против мятежных сиро-палестинских правителей, дань ему принёс правитель Библа Ури-Мильки. После захвата Вавилона персами финикийские города признали гегемонию персидского царя Кира. Обширное строительство, предпринятое в Библе в персидскую эпоху, свидетельствует об экономическом благополучии города. Можно предположить, что в бурный период крушения Ассирии и борьбы за власть в Передней Азии роль Библа резко уменьшилась, и он, пожалуй, даже лишился своего флота. В более спокойное время персидского владычества началось возрождение Библа, и снова появился библский флот. И всё же вернуть себе ту роль, какую он играл во II тысячелетии до н. э., Библ уже не смог.
Когда в 333 году до н. э. в Финикию вторглась армия Александра Македонского, Библ был в числе городов, мирно покорившихся новому завоевателю. После смерти Александра Библом владели сначала Птолемеи, затем он вошёл в державу Селевкидов, вместе с остатками которой был в 64 году до н. э. присоединён к Риму. Известен тиран Кинир. Последнего правителя Библа казнил римский полководец Гней Помпей.

## Влияние
В Древнем мире Библ был крупнейшим центром торговли папирусом, который доставлялся из Египта, и соперничал с финикийскими городами Тиром и Сидоном. Греческие слова βίβλος ‘папирус’ и biblíon ‘книга’ (отсюда «Библия») происходят от названия Библа.
В Библе найдены надписи, составленные особым, предположительно слоговым «линейным письмом» (протобиблское письмо), которое содержит от 60 до 100 геометрических и пиктографических знаков, часть из которых похожи на древнейшее западносемитское письмо, и на египетскую иероглифику. Это письмо гораздо проще, чем аккадская клинопись и египетская иероглифика, но в нём отсутствуют словоразделы, что сильно затрудняло чтение. Протобиблское письмо, вероятно, употреблялось во 2 тыс. до н. э. До сих пор ни одна из предложенных дешифровок (Морис Дюнан, Эдуар Дорм и др.) не признана большинством лингвистов; дешифровку затрудняет крайне небольшое количество надписей, а формы знаков нельзя с уверенностью соотнести ни с одной из известных систем среди письменностей Древнего мира.
Предполагается, что протобиблское письмо явилось одним из звеньев в развитии письма от пиктографии к алфавитному линейному письму.

## Современность
В 1918 году город был занят французскими войсками, которые оставались в нём до 1943 года, когда Ливан обрёл независимость. В настоящее время в городе проживает около 3 тысяч жителей. Имеется железнодорожная станция, пивоваренный завод.
Город является одним из основных туристических объектов Ливана. Большинство жителей — католики-марониты, остальные в основном мусульмане-шииты. Город имеет трёх представителей в парламенте Ливана: двух маронитов и одного шиита.

## Достопримечательности

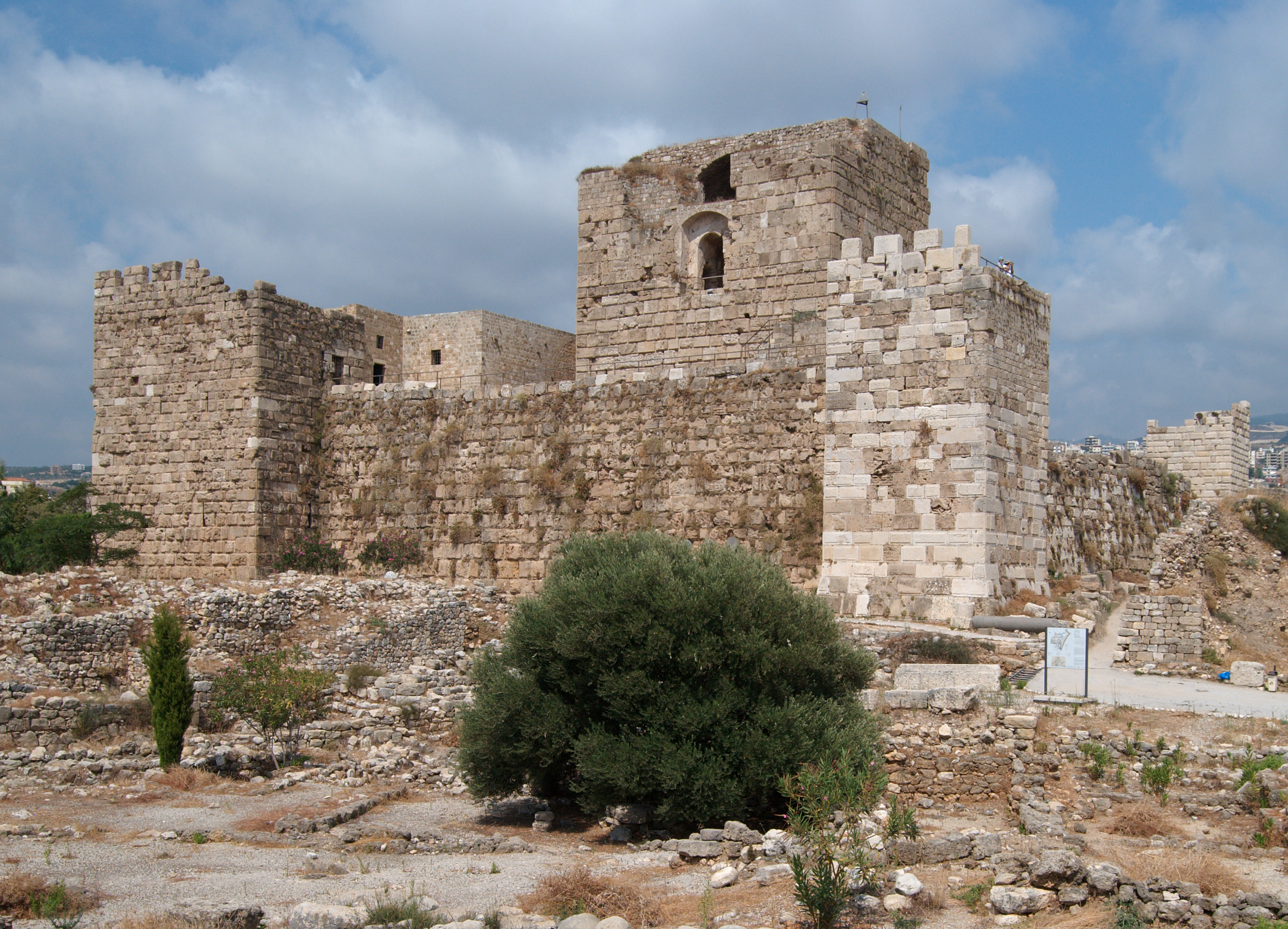
Крепость Библа XII века

- Крепость Библа XII векахрам с обелисками, ок. 1900 год до н. э.
- некрополь царей Библоса, XIX век до н. э.
- амфитеатр, 218 г. до н. э.
- часть римской улицы с колоннами
- замок крестоносцев, XII век
- фрагменты крепостной стены XII век
- церковь св. Иоанна, XII век

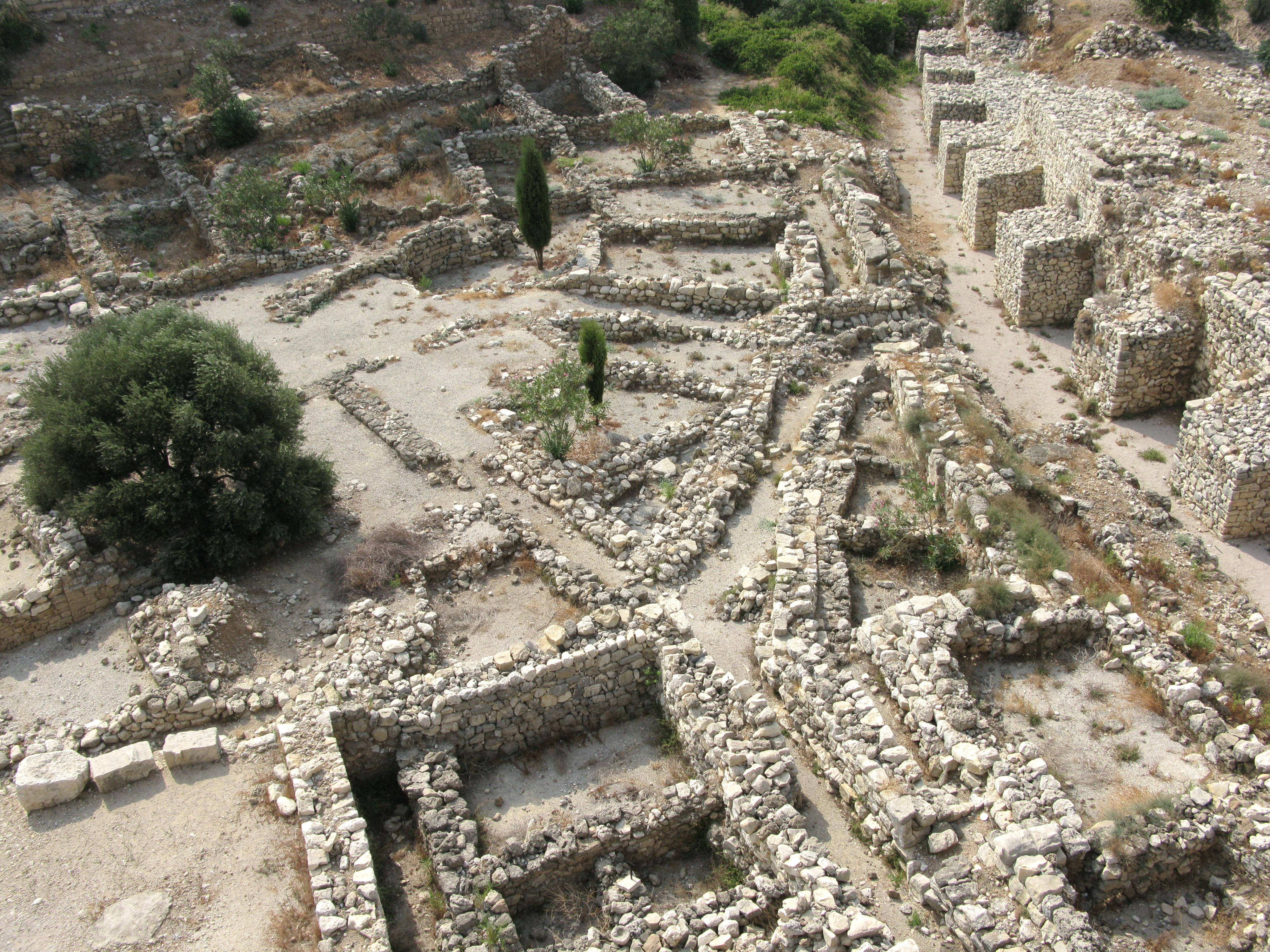
Раскопки старого города
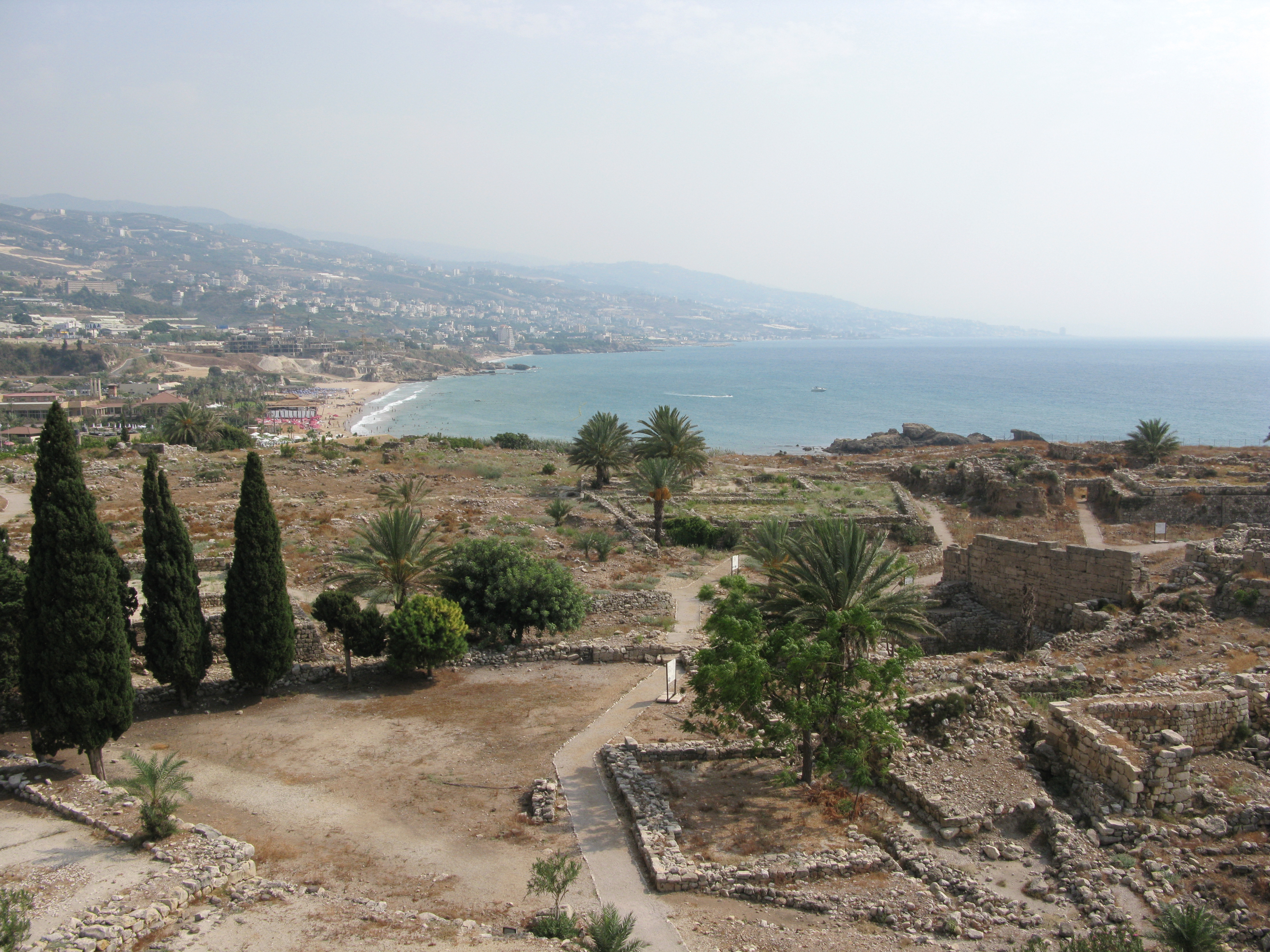
Вид на залив
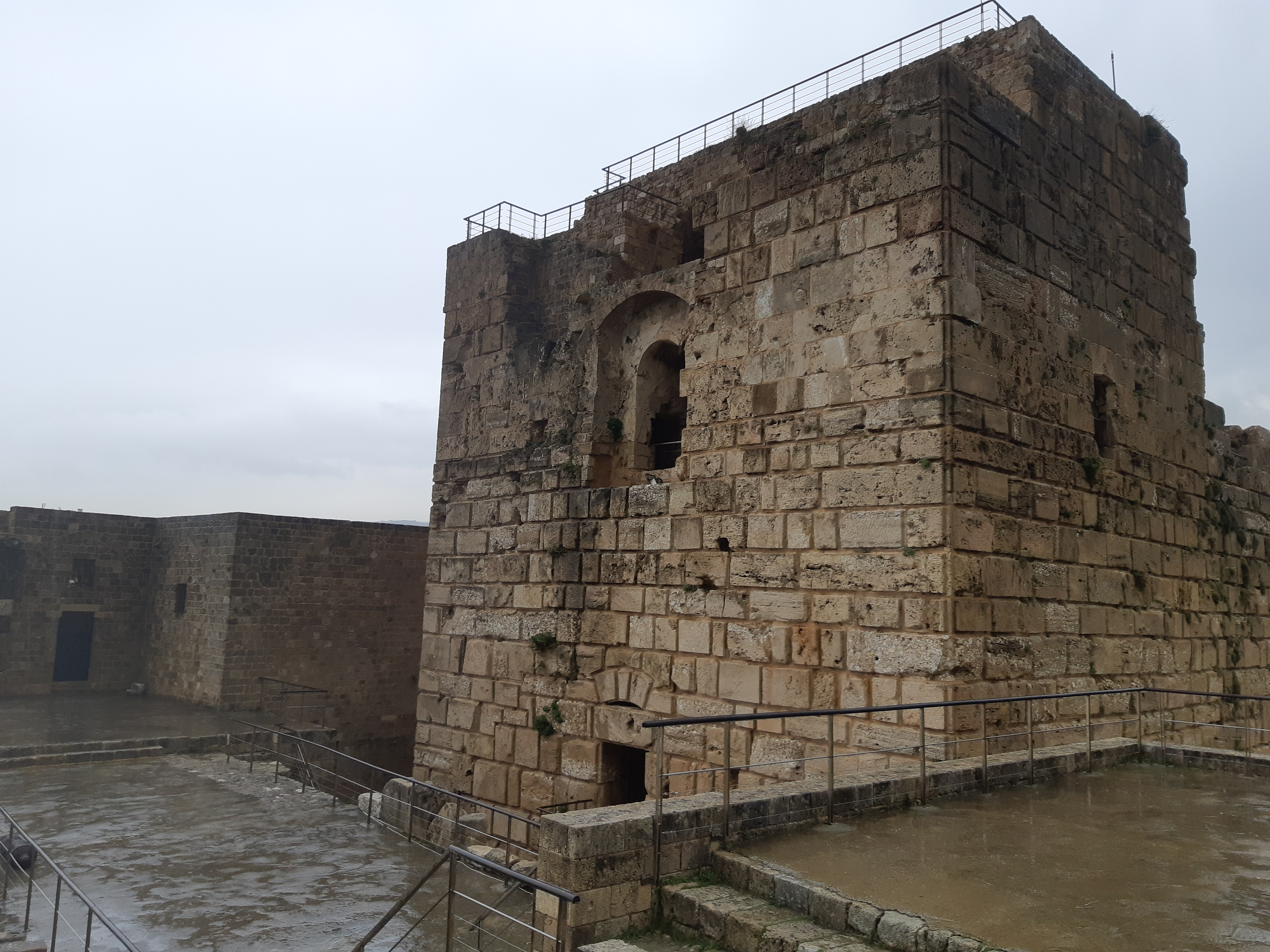
Крепость крестоносцев
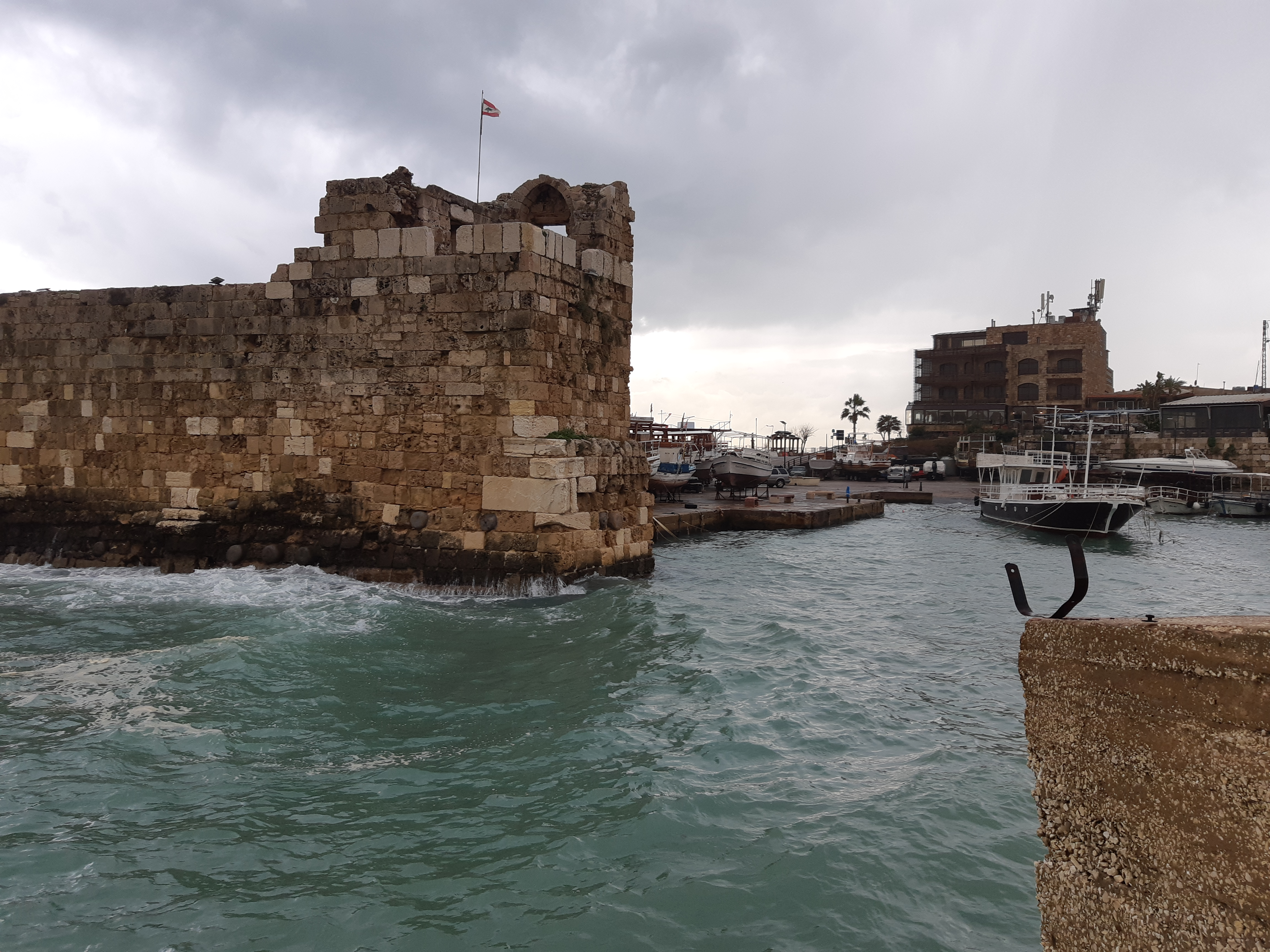
Древний порт
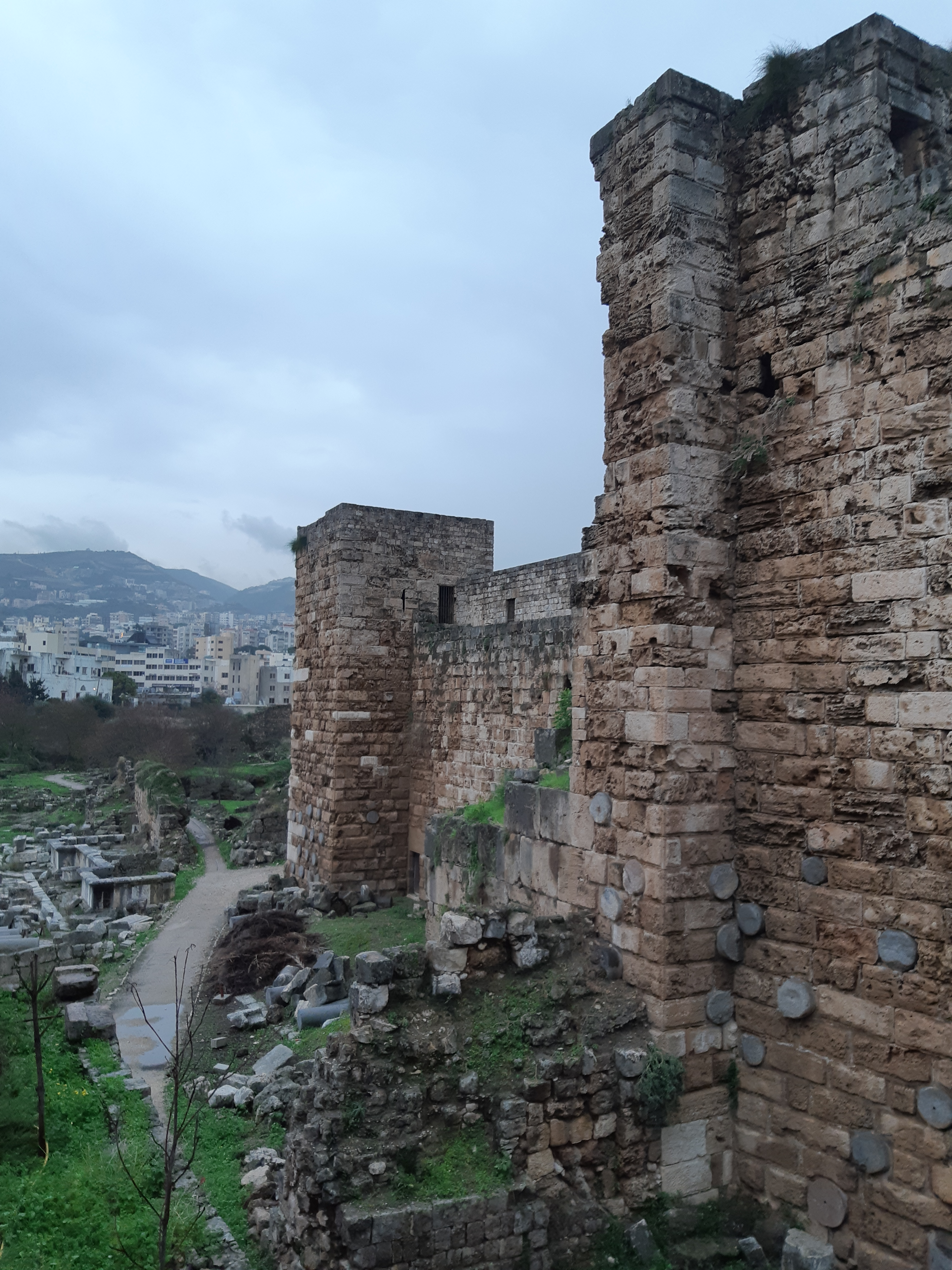
Стены вокруг старого города
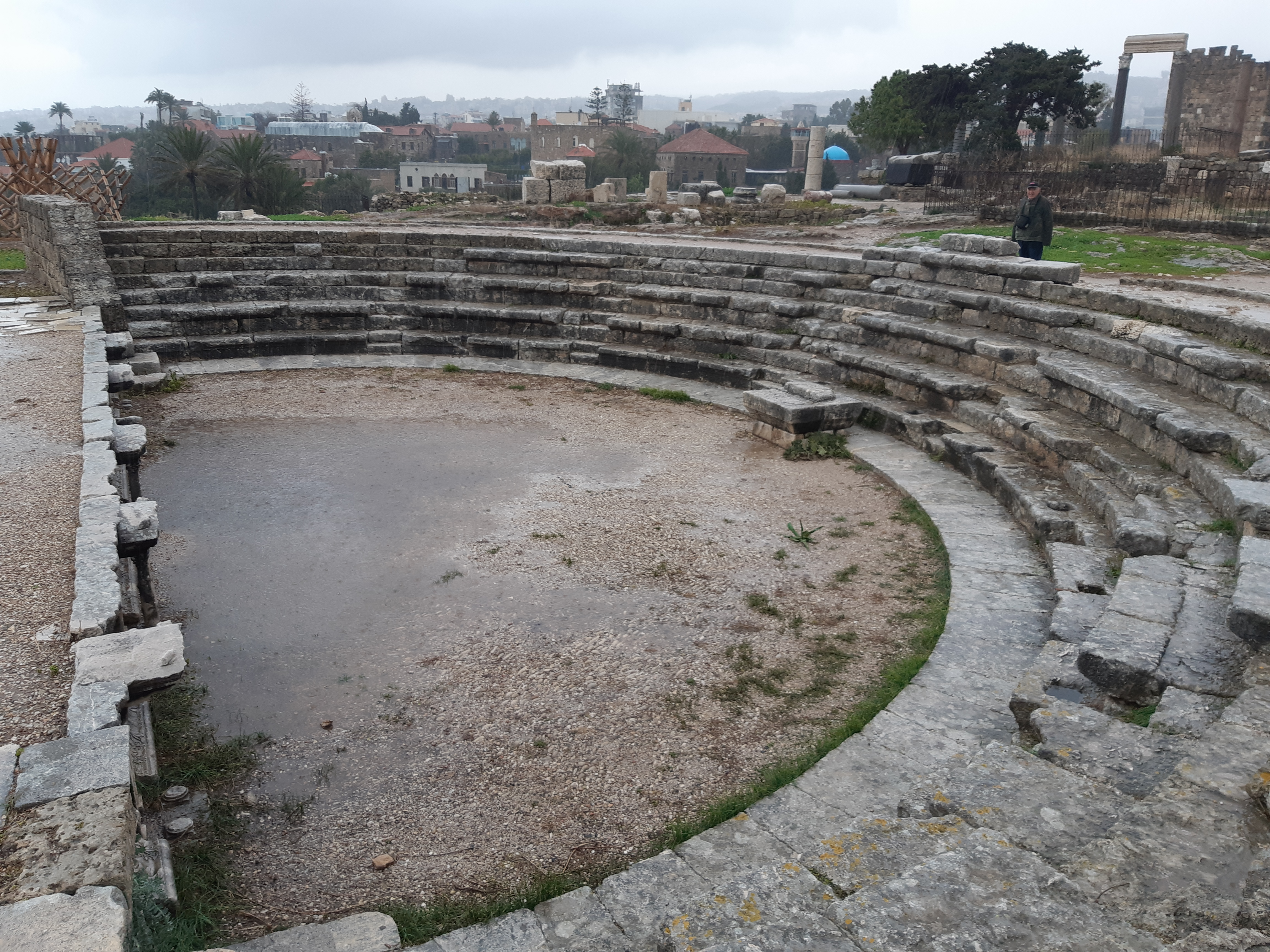
Римский театр в Библосе
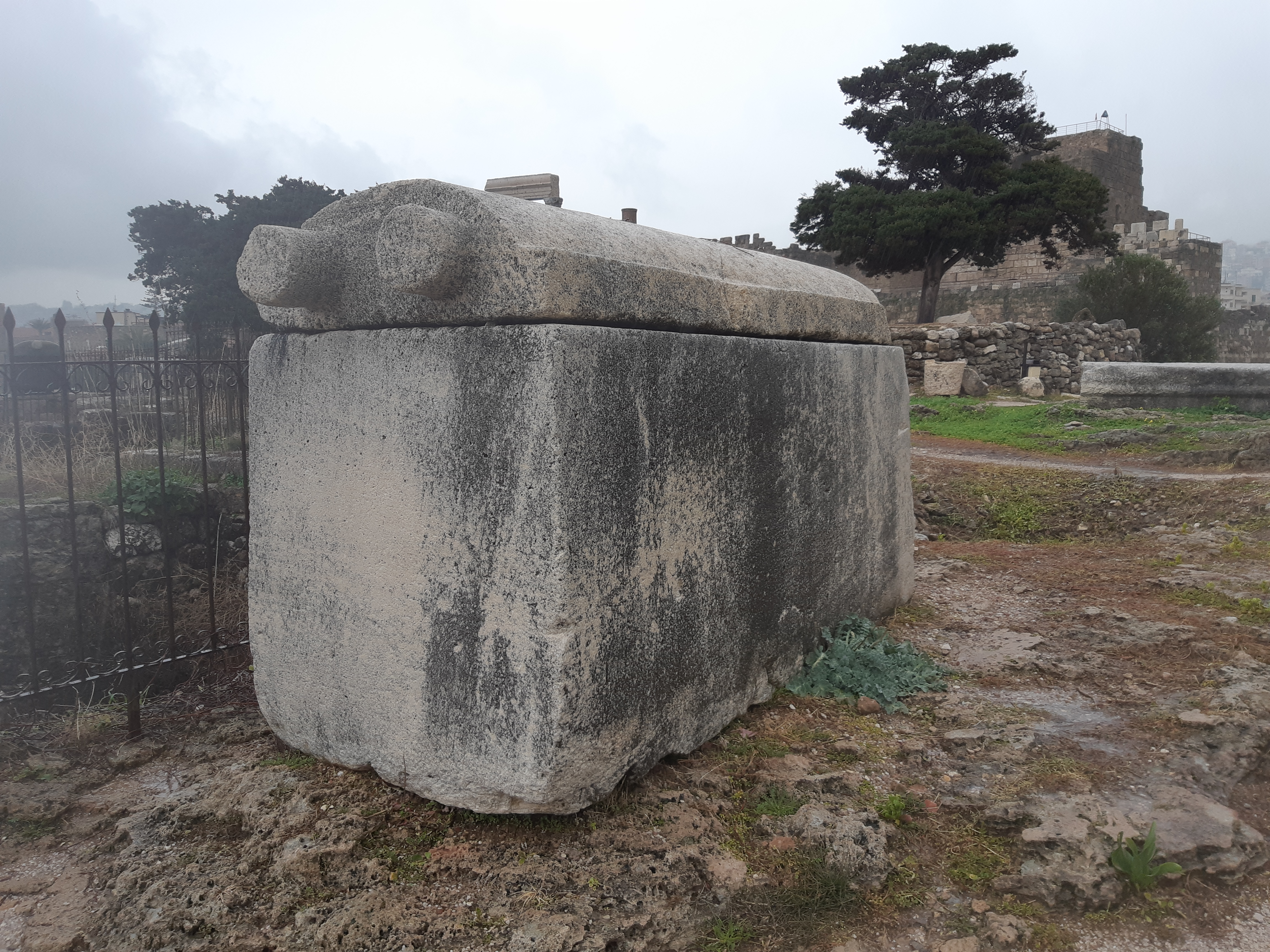
Античный саркофаг
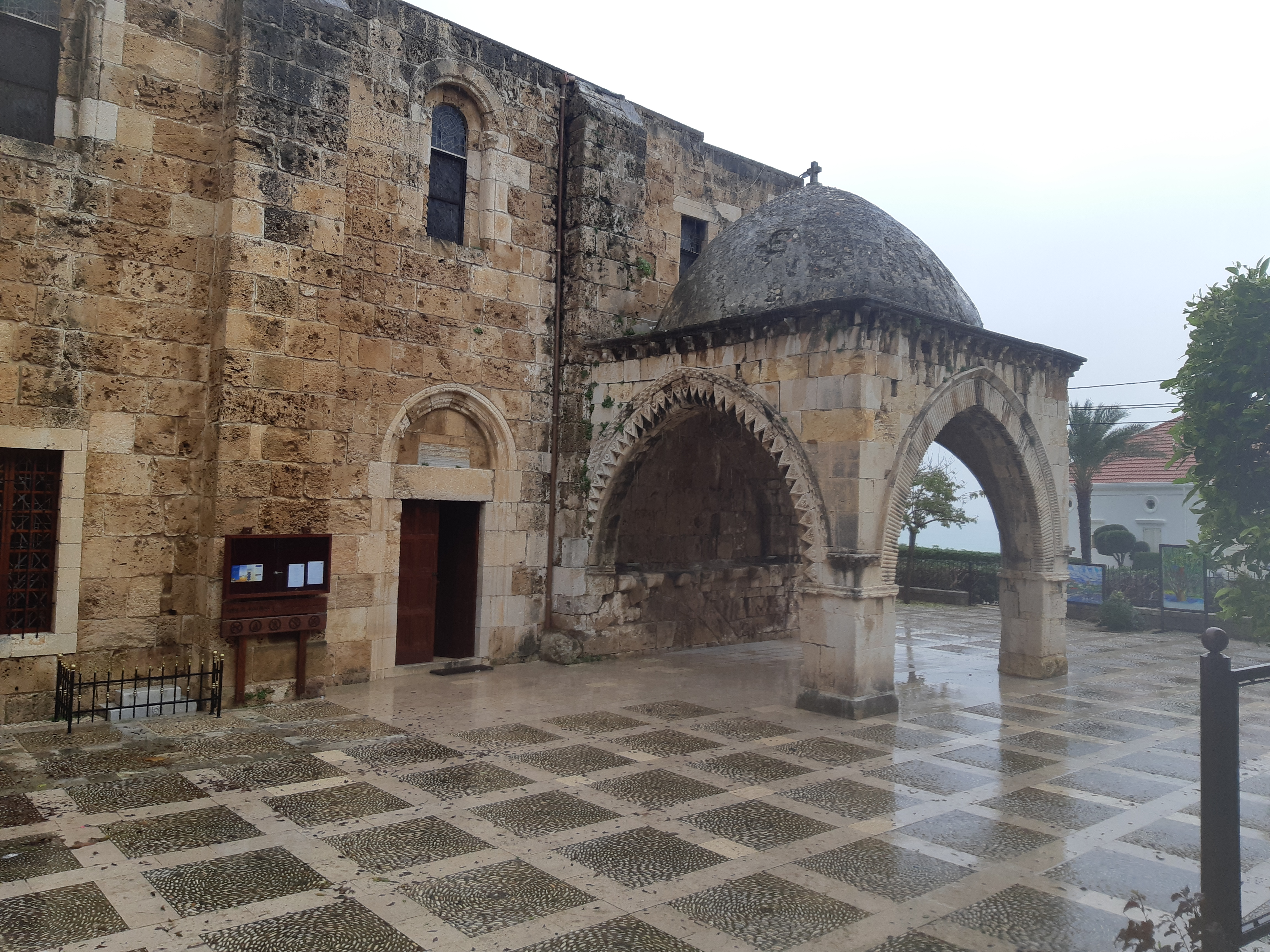
Церковь Св. Иоанна
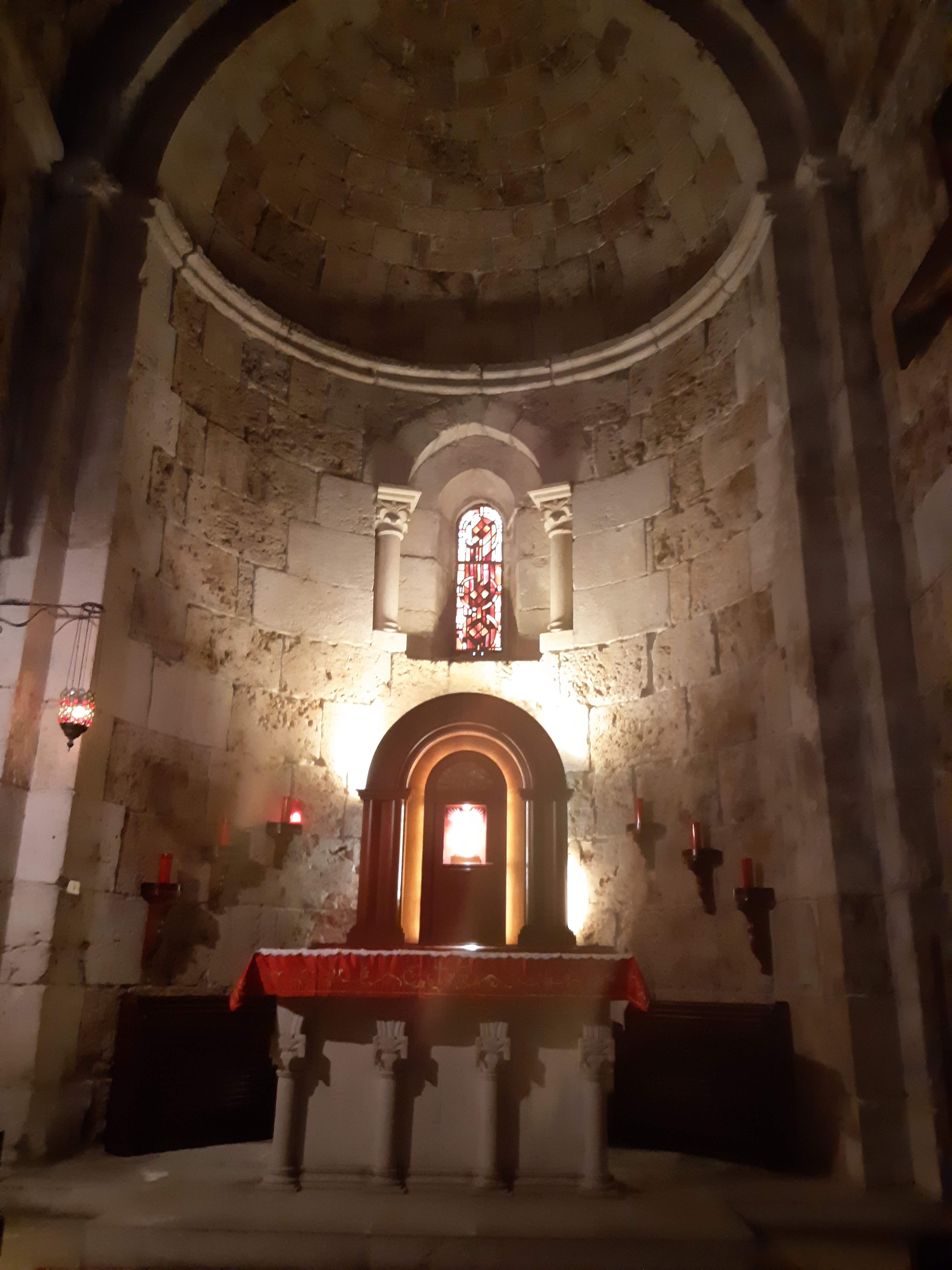
Алтарь церкви Св. Иоанна
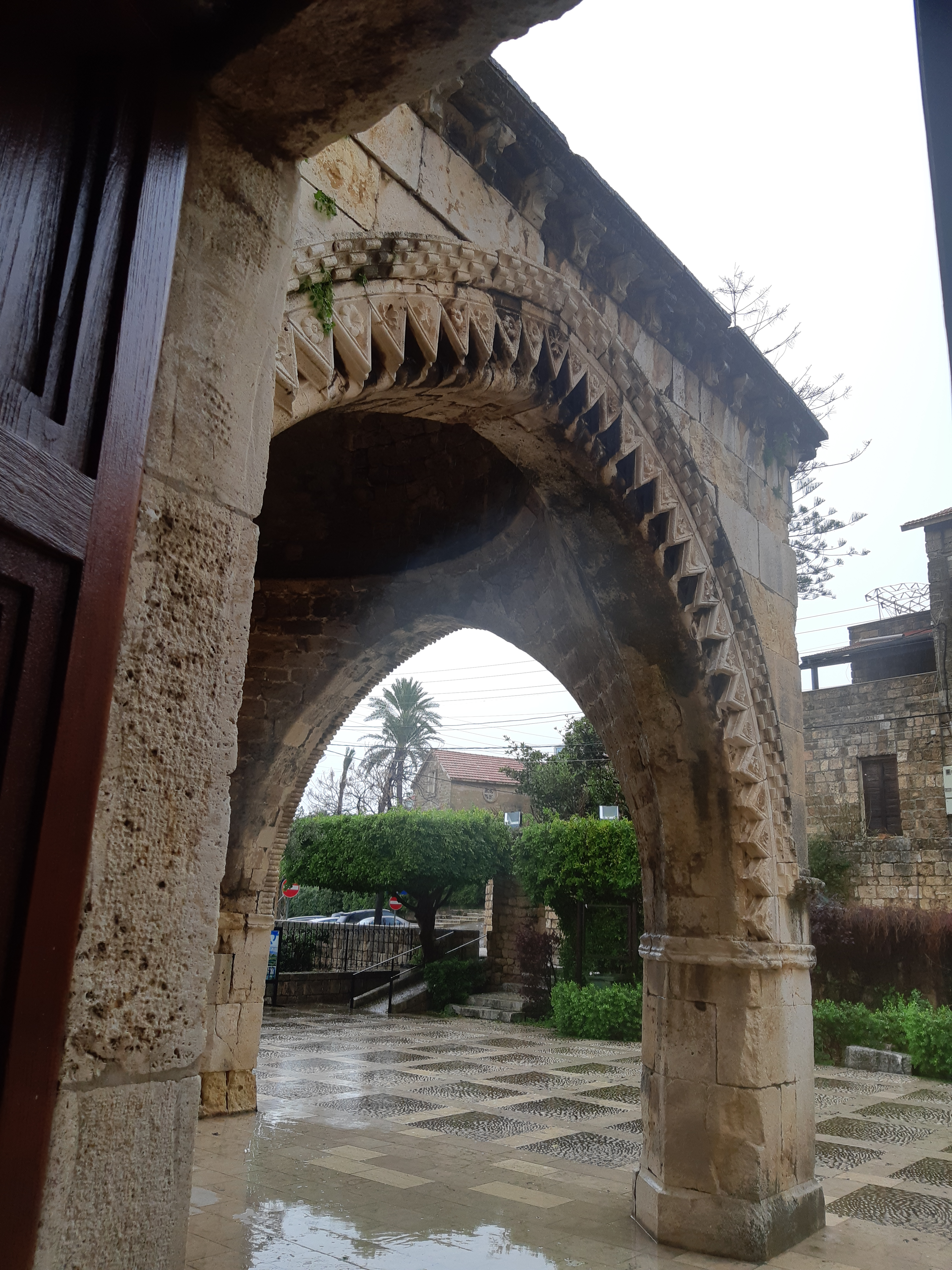
Деталь портала церкви